# إيفيلين ويليامسون
إيفيلين ويليامسون (بالإنجليزية: Evelyn Williamson)‏ هي تريثلت نيوزيلندية، ولدت في 30 أغسطس 1971 في هاميلتون في نيوزيلندا.

## وصلات خارجية
- إيفيلين ويليامسون على موقع اتحاد الترياتلون الدولي (الإنجليزية)
- إيفيلين ويليامسون على موقع IAT Triathlon Database (الإنجليزية)
- إيفيلين ويليامسون على موقع اللجنة الأولمبية الدولية (الإنجليزية)
- إيفيلين ويليامسون على موقع أوليمبيديا (الإنجليزية)
- إيفيلين ويليامسون على موقع اللجنة الأولمبية النيوزيلندية (الإنجليزية)